# 金黃擬項鰭鯰
金黃擬項鰭鯰，為輻鰭魚綱鯰形目項鰭鯰科的其中一種，為熱帶淡水魚類，分布於南美洲巴西聖弗朗西斯科河流域，棲息在底層水域，生活習性不明。

## 扩展阅读
維基物種上的相關：金黃擬項鰭鯰